# هوبيرتا
هوبيرتا هي قرية تقع في إقليم ألبا في رومانيا.

## السكان
حسب إحصائيات 2002 بلغ عدد سكان القرية 1,372 نسمة.

## أعلام
- إيوان أندوني